# 杨作林
杨作林（1942年—），男，甘肃天祝人，中华人民共和国政治人物，曾任中共甘肃省直属机关工作委员会书记，中共甘肃省委政法委副书记，甘肃省人大常委会副主任。